# Площа Ернста Тельмана
Площа Ернста Тельмана (з 15 травня 1985 року) — площа в Москві на території району Аеропорт Північного адміністративного округу. На площі також знаходиться пам'ятник Ернсту Тельману.

## Розташування
Знаходиться на перетині Ленінградського проспекту та вулиці Черняховського між будинками № 2 та 3 по вулиці Черняховського та будинком № 62а по Ленінградському проспекту.31 січня 2019 року південна частина площі між Ленінградським проспектом, вулицями Вікторенко та Острякова була перейменована в площу Академіка Кутафіна.

## Історія
Площа утворилася в 1950-х роках. Згідно з генеральним планом 1951 року, в цьому місці під Ленінградським проспектом повинен був пройти тунель проєктованого четвертого кільця Москви. Для цього тунелю був залишений заділ у вигляді широких площ з обох сторін проспекту. Однак проєкт будівництва тунелю згодом не був реалізований.

## Походження назви
Площа названа 15 травня 1985 року на честь Ернста Тельмана (1886—1944) — голови Комуністичної партії Німеччини.

## Будівлі та споруди
- Будинок 62а по Ленінградському проспекту — ТЦ «Галерея Аеропорт».
- В 1986 році було встановлено пам'ятник Ернсту Тельману (скульптори Володимир та Валентин Артамонови, архітектор В. О. Нестеров).

## Транспорт

### Метро
- на площі розташований один із виходів станції метро «Аеропорт».